# 1757 en France
Chronologie de la France
- 1753
- 1754
- 1755
- 1756
- 1757
- 1758
- 1759
- 1760
- 1761

Cette page concerne l’année 1757 du calendrier grégorien.

## Événements
- 2 janvier : prise de Calcutta par les Britanniques[1].
- 5 janvier : attentat de Damiens contre Louis XV. Le domestique Robert François Damiens frappe Louis XV d’un inoffensif coup de canif pour l’avertir de mieux songer à ses devoirs. Il est écartelé en place de Grève (28 mars). La rumeur, attisée par les jansénistes (Le Paige), dénonce faussement un complot jésuite (Damiens subissait l’influence des magistrats jansénistes). À la suite de l’attentat, le roi, déprimé, fait machine arrière[2]. Un moment sidérés par l’attentat de Damiens, les parlementaires de province affectent derechef de mai à septembre une attitude contestataire vis-à-vis de la fiscalité royale, en solidarité avec leurs collègues parisiens.
- 1er février : le roi disgracie le comte d’Argenson, ami des jésuites, en même temps que le rival de celui-ci, Machault d’Arnouville pour des motifs inconnus[3]. Certains y voient la main de Madame de Pompadour qui se venge ainsi de leur tentative de l’éloigner de la cour en utilisant l’attentat de Damiens contre le souverain[4].
- 3 février : Antoine-René de Voyer de Paulmy d’Argenson (1722-1787), succède à son oncle comme secrétaire d’État à la Guerre (fin le 22 mars 1758)[5].

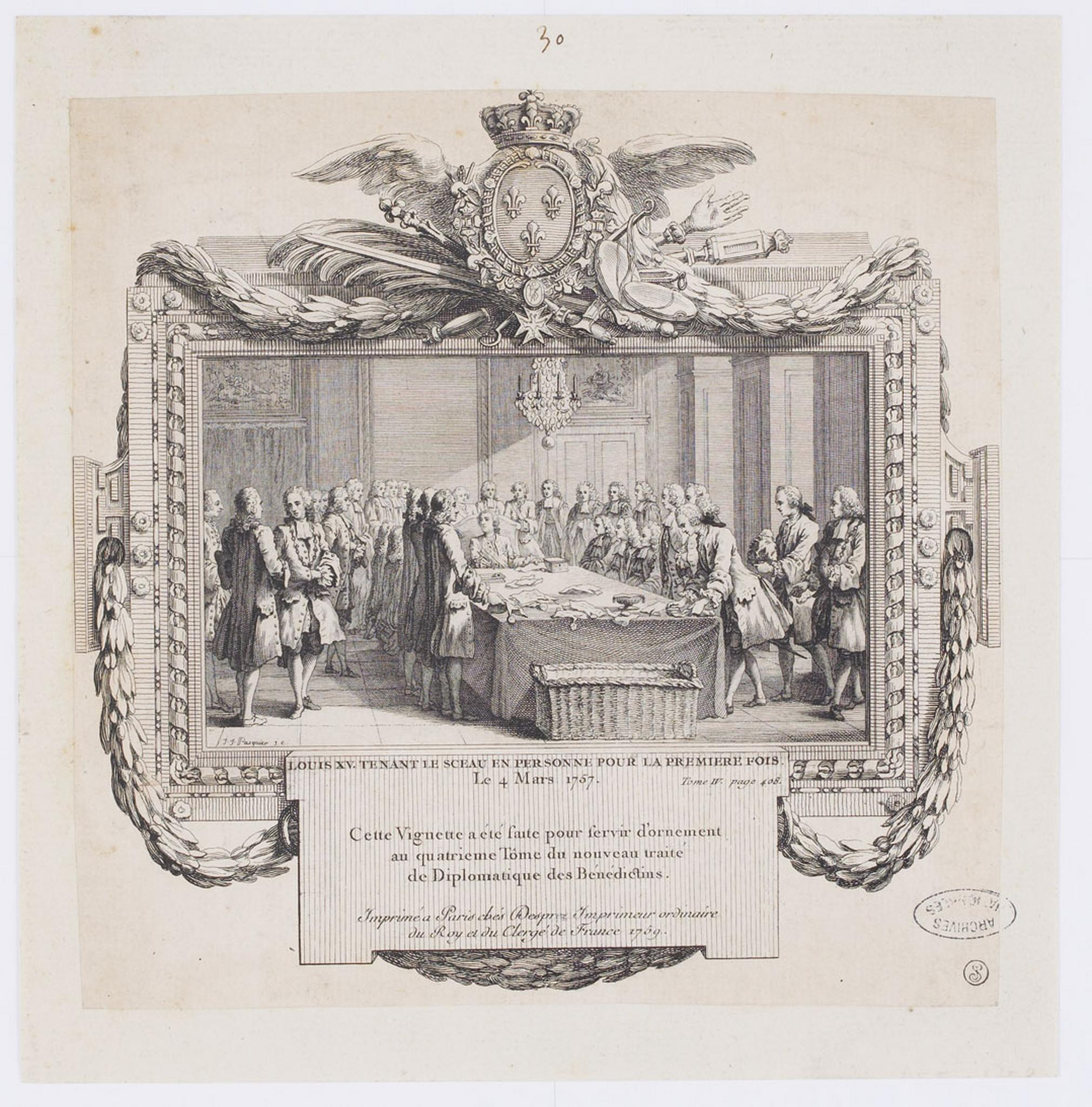
Louis XV tenant le sceau en personne pour la première fois le 4 mars 1757.

- 4 mars : le roi Louis XV tient les sceaux pour la première fois depuis son avènement[6] ; (fin le 15 octobre 1761).
- 21 mars : nouvelle loterie au capital de 36 millions de livres[7], bientôt suivie d’une autre, en juin, au capital de 40 millions[8].
- 1er mai : deuxième traité de Versailles franco-autrichien[9].
- 28 juin : Bernis est nommé ministre des affaires étrangères (fin en 1758)[10]. Il est chargé d’entamer des négociations avec le Parlement[11].
- 14 juillet : canicule en Europe ; à Paris, la température atteint son pic à 37,7° Celsius[12].
- 27 juillet : incendie de Saint-Dié-des-Vosges[13].

- 8 août - 5 septembre : séjour du roi Stanislas Leszczynski à Versailles[6].
- 11 août : prise de Hanovre par les Français à la suite de la bataille de Hastenbeck[14].
- 12 août : ordonnance de l’intendant de Paris Bertier de Sauvigny pour la taille proportionnelle[8].
- 25 août : Jean de Boullongne devient contrôleur général des finances (fin le 4 mars 1759)[15].
- 1er septembre : après les négociations menées par Bernis au cours de l’été, Louis XV rappelle les parlementaires exilés ou disgraciés. S’ouvre une période plus détendue[11].
- 4 septembre : arrivée de Madame Infante, duchesse de Parme, à Versailles[6].
- 8 septembre : capitulation britannico-hanovrienne de Kloster Zeven[14].
- 20 septembre - 1er octobre : échec du raid sur Rochefort. Les Britanniques se retirent sans capturer Rochefort après avoir pris l’île d’Aix[16]
- 22 septembre : démission de Maupeou, premier président du parlement de Paris depuis 1743. Mathieu-François Molé le remplace[11].
- 9 octobre : naissance du comte d’Artois[6].
- 5 novembre : défaite de Soubise à Rossbach face aux Prussiens[8].
- 19 novembre : création de la compagnie des mines d’Anzin[17].
- 25 novembre : un édit émet quatre millions de rentes viagères au principal de 40 millions[18].
- 19 décembre : un édit émet deux millions de rentes viagères au principal de 20 millions[18].
- Décembre : un édit ordonne le rachat par la ville de Paris des taxes sur les boues et lanternes[19] pour 8,6 millions de livres[8].

- Étienne Falconet devient directeur des ateliers de sculpture de la manufacture de Sèvres (1757-1766)[20].